# Sebastià de Cormellas

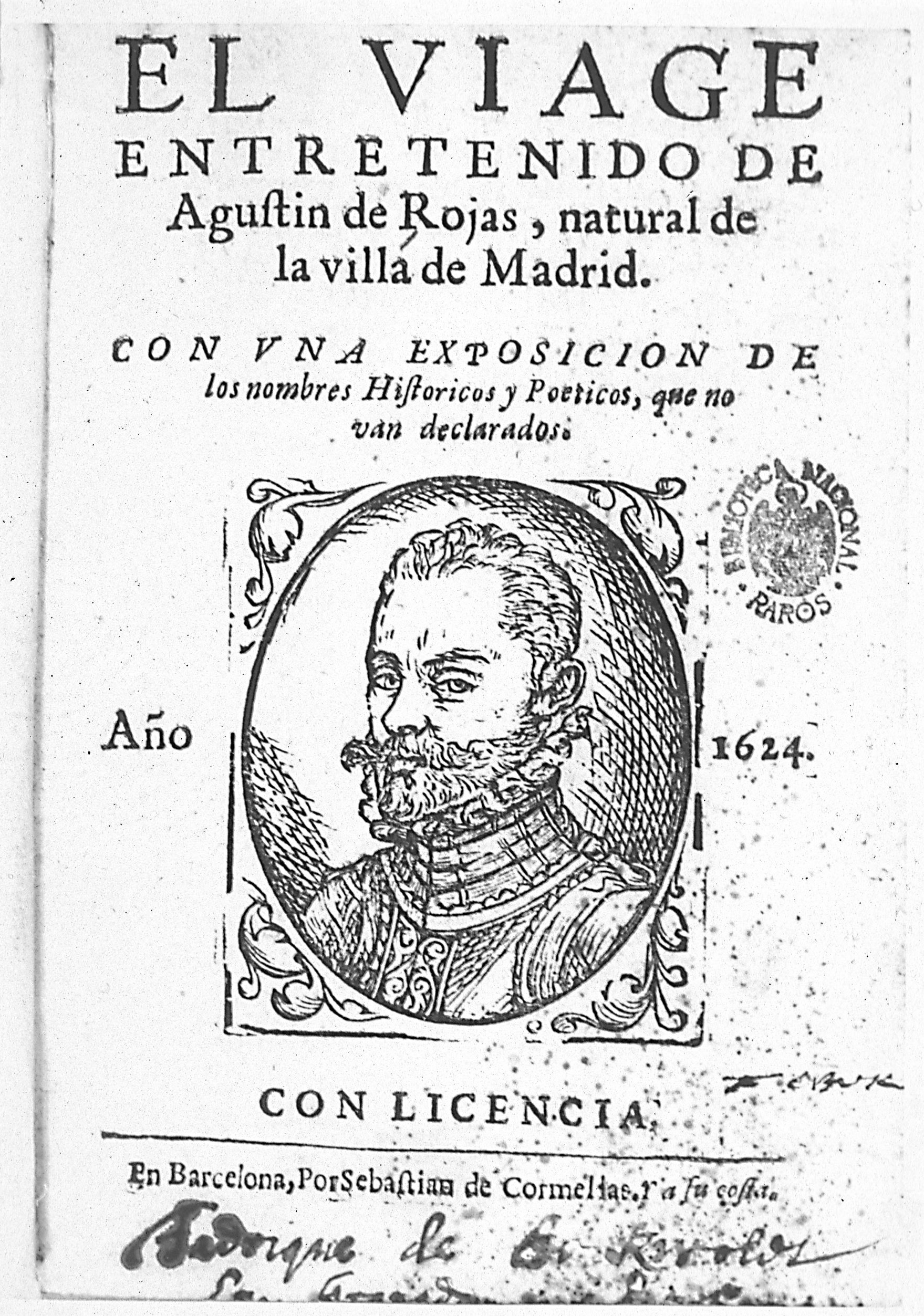
Potada de "El viaje entretenido" de Agustín de Rojas Villandrando, on consta com a impressor Sebastià de Cormellas

Sebastià de Cormellas   (Alcalá de Henares, segle XVI - Barcelona, c. 1654) va ser un impressor castellà establert a Barcelona.

## Biografia
Fill de Francisco Cormellas, que va estar associat amb Pedro de Robles entre 1563 i 1566, va començar a treballar a Barcelona al taller de l'impressor Humbert Gotard. En morir aquest el 1589 es casà amb la seva vídua, Maria Velasco, el 1591 i va adquirir la impremta en propietat. El primer llibre conegut que imprimeix data precisament de 1591. Després en vindran més de dos-cents cinquanta, que entre el pare i el fill, Francesc Sebastià de Cormellas, treuran a la llum. El 1597 amplia el negoci comprant la impremta familiar als hereus de Pau Malo. El 1632, a les corts de Barcelona, fou un dels partidaris de mantenir l'actitud intransigent de la ciutat davant les proposicions del Comte duc d'Olivares. D'estament mercader, el 1638 fou pressionat pels cònsols de la llotja de Barcelona perquè deixés la tipografia, per considerar-la art mecànica. Esdevingué l'impressor més important de Barcelona. Entre les obres que imprimí es troben algunes de caràcter històric, català i altres de modernes, de Francesc Diago, d'Onofre Manescal, d'Esteve Barelles, de Francesc Martí i Viladamor. També reedicions de textos, com la Crònica de Bernat Desclot o el Llibre del Consolat de Mar, i les obres més famoses dels escriptors castellans de l'època, com El Buscón de Quevedo, l'Araucana d'Ercilla o altres de Lope de Vega). També fou el responsable de la impressió d'obres oficials de la universitat o de l'Església. En morir, la impremta fou continuada pel seu fill Francesc Sebastià de Cormellas fins al 1664, que l'heretà el net, Francesc de Cormellas i Ginefreda, la firma del qual apareix a les edicions a partir del 1688. La casa perdurà encara fins al 1700. És molt probable que la impremta Cormellas és la que Cervantes va descriure al Quixot.
Tant Sebastià de Cormellas, com el seu fill Francesc Sebastià de Cormellas, tenien el taller al número 14 del carrer del Call, en un edifici en la façana del qual es conserven uns esgrafiats al·lusius a les arts del llibre, restaurats el 1966 (vegeu impremta Cormellas).